# A kassai Mária halála oltár II. mestere
A kassai Mária halála oltár II. mestere 1470–85 között működő magyarországi festő. Neve nem ismert. A kassai dóm Mária halála oltárának külső képeit festette. Kevésbé felkészült, mint az oltár belső képeit festő mester, ez az álló nőalakokról mutatkozik meg. Feltehetően együtt festette Severinus piktorral a bártfai Anna-oltárt.